# Albion FC
Albion Fútbol Club – urugwajski klub piłkarski założony 1 czerwca 1891, z siedzibą w mieście Montevideo. Najstarszy klub piłkarski w Urugwaju i członek Club of Pioneers.

## Sukcesy
- Wicemistrz Urugwaju: 1900

## Historia
Klub założony został 1 czerwca 1891 pod nazwą Albion Football Club. W roku 1900 został pierwszym w historii wicemistrzem Urugwaju. 16 maja 1901 zawodnicy Albionu, wzmocnieni Bolívarem Céspedesem oraz Mariem Ortizem Garzónem z Nacionalu, rozegrali mecz z reprezentacją Argentyny, a mecz ten uznawany był za pierwszy mecz reprezentacji Urugwaju. Spotkaniu towarzyszy spór, ponieważ nie zostało ono zorganizowane przez AUF, ale przez sam klub. Dziś najczęściej przedstawia się je za mecz towarzyski klubu Albion FC z reprezentacją Argentyny. Co ciekawe AFA uznaje mecz jednak za oficjalny i pierwszy w historii reprezentacji Argentyny, a co za tym idzie, również reprezentacji Urugwaju. Ostatni raz Albion grał w pierwszej lidze w roku 1908. Obecnie klub gra w drugiej lidze urugwajskiej Segunda División.